# Corynebacterium diphtheriae
Corynebacterium diphtheriae è un batterio patogeno, Gram positivo, agente causale della difterite. È anche denominato bacillo di Klebs-Löffler poiché venne scoperto nel 1884 dai microbiologi tedeschi Edwin Klebs (1834–1912) e Friedrich Löffler (1852–1915).

## Classificazione
C.diphtheriae comprende 4 biotipi diversi tra loro, sia da un punto di vista morfologico che biochimico:
- gravis;
- mitis;
- intermedius;
- belfanti

Le quattro "sub-specie" differiscono leggermente in base alle loro proprietà morfologiche e biochimiche, come ad esempio la capacità di utilizzare soltanto alcuni metaboliti intermedi. Ad eccezione di belfanti, tutti i biotipi sono in grado di produrre la tossina difterica.

## Struttura
C. diphteriae è un bacillo con le seguenti caratteristiche:
| Carattere   |                                                                                               | | In coltura (colonie di bacilli) |
| ----------- | --------------------------------------------------------------------------------------------- | --- | --- |
| Forma       | - Bastoncellare, anche se pleiomorfo; - Possiede una estremità a forma di clava (corineforme) | - Lunghezza da 1 a 8 µm; - Diametro compreso tra 0,3 e 0,8 µm                                                                           | Nelle colture e nei materiali patologici assume formazioni a “V” o a "ideogrammi cinesi" per il tipo di divisione cellulare. |
| Metabolismo | Aerobio/anaerobico facoltativo                                                                | I bacilli hanno la caratteristica di fermentare rapidamente il glucosio e lentamente il maltosio, con produzione di acidi ma non di gas | Non è un batterio particolarmente esigente e può crescere sui comuni terreni di coltura come Agar sangue o Agar cioccolato. Terreni specifici per l'isolamento di C. diphteriae sono quello di Löffler e l'Agar sangue al tellurito di potassio. |
| Altro       | Immobile, acapsulato, catalasi-positivo.                                                      | | |

In base alla morfologia delle colonie si distinguono i biotipi belfanti, intermedius, gravis e mitis; sono quasi sempre associati a difterite solo il biotipo gravis e il mitis mentre gli altri due sono raramente associati a patologie.
La parete del batterio è simile a quella di Mycobacterium tuberculosis tuttavia, a differenza di esso non è un bacillo acido-alcool resistente. Tra i componenti della parete cellulare i più importanti sono arabinosio, galattosio, mannosio, acido meso-diaminopimelico, acidi micolici a corta catena (corynemicolico and corynemicolenico) e 6,6'- diestere del trealosio (solo in alcuni ceppi).

## Patogenesi
L'unico fattore diretto di virulenza osservato in C. diphteriae è la tossina difterica, un'esotossina prodotta da questo batterio a livello del sito d'infezione e liberata dai ceppi lisogeni per il batteriofago β, il quale introduce nelle cellule batteriche il gene tox. La tossina difterica va incontro a due modificazioni prima di essere secreta. Per prima cosa la sua sequenza leader viene tagliata proteoliticamente dopodiché viene ulteriormente tagliata in due polipeptidi, chiamati A e B, che si uniscono quindi tramite ponti disolfuro creando una classica tossina di tipo A-B del peso di 58 kD.
La tossina difterica, una volta in circolo, si lega all'HB-EGF (fattore di crescita EGF-simile legante l'eparina), che è espresso in particolare sulle cellule cardiache e su quelle nervose, grazie alla sua regione legante il recettore, dopodiché tramite la regione di traslocazione della subunità B si inserisce nella membrana plasmatica aiutando la subunità A ad entrare nel citoplasma della cellula. La regione catalitica della subunità A si lega al fattore di elongazione 2 (EF-2), fondamentale per il movimento del polipeptide in corso di sintesi sui ribosomi, in questo modo blocca la sintesi proteica. Si pensa che, siccome la quantità di EF-2 nella cellula è bassa e il suo turnover è molto lento, basti una sola molecola di tossina difterica per bloccare la sintesi proteica di una cellula.
Oltre al controllo genico (lisogenia per il fago β) esiste anche un controllo fenotipico e ambientale sulla produzione della tossina difterica. È stato osservato, infatti, che la produzione di tossina è inversamente proporzionale alla concentrazione di ione ferrico (Fe3+). La tossina, infatti, non verrebbe prodotta fin quando la concentrazione ferrica nel terreno non raggiunge un punto minimo critico di 0,14 µg/ml. Questo sarebbe dovuto al fatto che il ferro si lega ad un repressore genico chiamato repressore della tossina difterica (DTxR) che, così attivato, blocca la trascrizione del gene tox integrato nel genoma batterico.
C. diphteriae produce oltre alla tossina difterica anche fosfolipasi D, ureasi, neuraminidasi e alcuni fattori di resistenza agli antibiotici.

## Epidemiologia
La difterite è una malattia diffusa in tutto il mondo ma in particolare in Asia, in Europa Orientale, in Brasile e in Africa. In Europa Occidentale e nell'America Settentrionale grazie alle campagne di vaccinazione è diventata una malattia rara, con pochi casi all'anno, negli Stati Uniti dal 2003 non vi è stata più nessuna infezione, in Italia dal 1997 al 2006 si sono verificati meno di 50 casi. Può colpire gli adulti che da bambini non hanno eseguito una completa vaccinazione e l'uomo è il solo serbatoio. L'infezione è diffusa da portatori asintomatici di C. diphtheriae che albergano il batterio a livello della cute e/o dell'orofaringe. La trasmissione avviene attraverso goccioline di saliva o per contatto cutaneo.

## Profilo clinico
Si hanno due quadri clinici principali, la difterite respiratoria e la difterite cutanea.

### Difterite respiratoria
La difterite è un'infezione del tratto respiratorio superiore ed è caratterizzata da un esordio improvviso con febbre, gola infiammata, senso di malessere, faringite essudativa. L'essudato evolve in uno spesso strato di fibrina di colore grigio-verdastro detto pseudomembrana che si forma sul sito di infezione ed è la resultante degli effetti combinati della moltiplicazione batterica, della produzione della esotossina, della necrosi del tessuto sottostante e della risposta immune dell'ospite. L'essudato che forma la pseudomembrana (costituito da batteri, linfociti, plasmacellule, fibrina, cellule morte) ricopre le tonsille, l'ugola, il palato, il nasofaringe, la laringe. Il distacco della pseudomembrana provoca emorragie e le porzioni che si distaccano vengono espettorate. Il periodo d'incubazione della difterite è di 2-4 giorni e in pazienti vaccinati la malattia si risolve nel giro di una settimana. Possibili complicazioni sono rappresentate miocarditi, aritmie cardiache, insufficienza cardiaca congestizia, neuropatie a livello del palato molle e della faringe, paralisi oculare e ciliare, neurite periferica.

### Difterite cutanea
La difterite cutanea si trasmette per contatto cutaneo con persone infette. C. diphtheriae colonizza la superficie cutanea per poi penetrare nel tessuto sottocutaneo attraverso lesioni della pelle. Si sviluppa una papula che evolve in ulcera che si ricopre di una membrana grigia. Possono verificarsi segni sistemici dovuti all'esotossina.

## Diagnosi
La diagnosi di difterite è effettuata principalmente tramite coltura e test di Elek. Dal momento che l'identificazione certa del batterio richiede tempo la terapia deve essere effettuata in base alla diagnosi clinica senza aspettare i risultati delle analisi di laboratorio. L'analisi al microscopio di materiale clinico prelevato dalla nasofaringe o dall'orofaringe colorato con blu di metilene non è attendibile pertanto si preferisce la coltura in agar-sangue arricchito e in un terreno selettivo come agar cisteina-tellurito. Il terreno selettivo agar cisteina-tellurito è molto utile nell'identificazione del batterio in quanto non permette la crescita della maggior parte dei batteri infettanti le vie aeree superiori e dei batteri Gram-negativi, mentre permette quella di Corynebacterium diphteriae che riduce il terreno producendo un pigmento nero. È possibile sospettare la presenza di C. diphteriae qualora i test biochimici rivelino la presenza di cisteinasi e l'assenza di pirazinamidasi. I ceppi di C. diphteriae isolati vanno sottoposti ad un test di Elek per verificare la produzione di tossina difterica. In alternativa si può utilizzare la PCR per individuare il gene tox nei campioni, tuttavia alcuni ceppi potrebbero non esprimerlo perché presentano il repressore della tossina difterica attivato.

## Terapia
La terapia difterica dovrebbe mirare all'inibizione della tossina difterica prima che essa penetri nelle cellule, poiché una volta entrata nel citoplasma blocca la sintesi proteica e fa morire inevitabilmente la cellula intossicata. Per questo motivo si somministra sin dall'inizio l'antitossina difterica. In alternativa si somministra penicillina o eritromicina. I pazienti in cui la malattia si è risolta vanno vaccinati dal momento che spesso non viene sviluppata l'immunità. La terapia preventiva con somministrazione del vaccino antidifterico è la più efficace per prevenire la malattia e ha una durata stimata attorno ai 10 anni, dopo i quali bisognerebbe effettuare un richiamo.